# Kudahithi
Kudahithi est une petite île inhabitée des Maldives. Elle constitue une des îles-hôtel des Maldives en accueillant un petit hôtel, le Coco Palm Kuda Hithi.

## Géographie
Kudahithi est située dans le centre des Maldives, à l'Ouest de l'atoll Malé Nord, dans la subdivision de Kaafu. 